# خانه کلکته‌چی
خانه کلکته‌چی مربوط به اواخر دوره قاجار است و در تبریز، خيابان شهيد مطهری، راسته‌کوچه، بن‌بست کلکته‌چی، پلاک ۲۹ واقع شده و این اثر در تاریخ ۲۲ اردیبهشت ۱۳۹۶ با شمارهٔ ثبت ۳۱۷۰۹ به‌عنوان یکی از آثار ملی ایران به ثبت رسیده است.